# Alfa generáció

Generációk

Az alfa generáció a Z generációt követő demográfiai csoport. A generációt többnyire 2010-től kezdve számoljuk és 2025-ig fog tartani. A Z generációval elfogyott az ABC, és a latin betűket lecserélték a görög ABC-re, amelynek első betűje adta a nevet. Az alfa generáció tagjai többnyire az Y generáció gyermekei. Az alfa generáció tagjai olyan időszakban születnek, amikor a világ nagy részén csökken a termékenységi ráta, és kisgyermekként tapasztalják a Covid19-világjárvány hatásait. A gyermekek szórakoztatását egyre inkább az elektronikus technológia, a közösségi hálózatok és a streaming szolgáltatások uralják, és ezzel párhuzamosan csökken a hagyományos televíziózás iránti érdeklődés. Számukra az online lét, a közösségi média és a technológia már életmód. A generáció tagjai között gyakoribbak az allergia, az elhízás és a képernyőidőhöz kapcsolódó egészségügyi problémák.

## Generáció időszakának meghatározása
Az alfa generáció kezdési dátumának meghatározásában az utóbbi években nagyobb konszenzus alakult ki a 2010-es vagy a 2011-es kezdési évről. Mark McCrindle ausztrál demográfus 2023-as Generation Alpha című könyvében, akit általában a kifejezés megalkotójának tulajdonítanak, a meghatározása szerint a „2010 és 2025 között születettekre vonatkozik”. Az Ausztrál Statisztikai Hivatal a 2021-es népszámlálási jelentésben 2010-et használt a Z generáció végéveként, így az alfa generáció 2011-ben kezdődött. A korszak végső tagjai 2024-ben vagy 2025-ben fognak megszületni.

## Gazdasági trendek és kilátások
A 21. század elején Európában, benne Magyarországon is felerősödött az asszortatív partnerválasztás, az a tendencia, hogy a sajátunkhoz hasonló jellemzőkkel rendelkező társakat keresünk, mint például a jövedelmi szint és az iskolai végzettség. Ahogy a Z és Y generáció tagjainak a többségénél is megfigyelhető az asszortatív partner keresés és ismerkedés, úgy a kutatók valószínűsítik, hogy az alfa generációra is erősen jellemző lesz.

## Médiatechnológiák használata

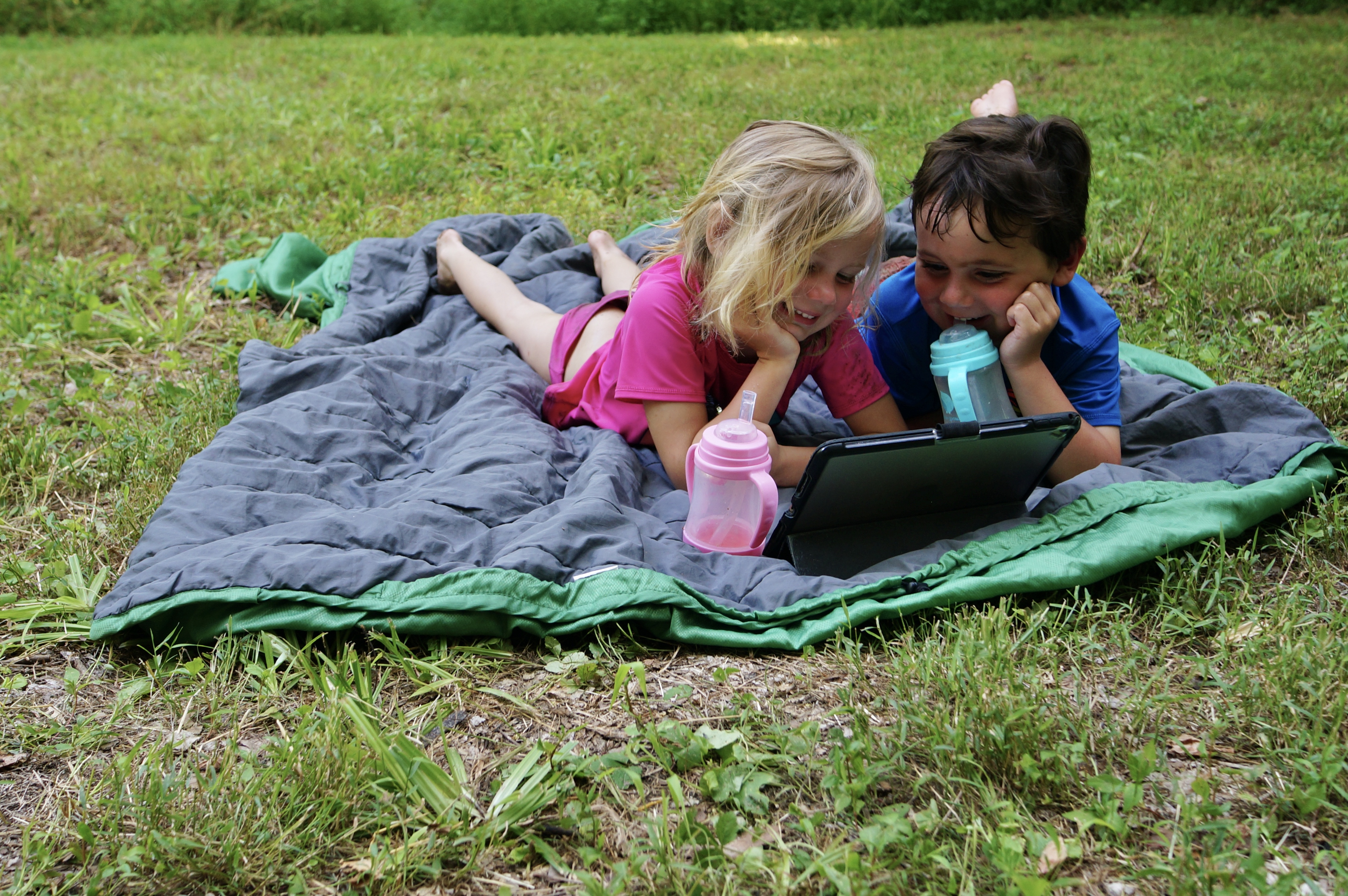
Gyerekek táblagépet használnak

Az alfa generáció számos tagja úgy nőtt fel, hogy szórakoztatása részeként okostelefonokat és táblagépeket használt. A 2010-es években robbanásszerűen megnőtt a képernyő előtt töltött idő a csecsemők, kisgyermekek és óvodások körében. A kisgyermekek mintegy 90%-a egy éves korára már használt kézi elektronikus eszközt, egyes esetekben a gyerekek néhány hónapos korukban kezdték használni őket. Az okostelefonok és táblagépek használata a videostreaming szolgáltatások, például a YouTube Kids és az ingyenes vagy észszerűen alacsony költségvetésű mobiljátékok a kisgyermekek körében népszerű szórakozási forma lett. Az Egyesült Államokban a kilenc éven aluli gyermekek mobileszközök használatával töltött idő a 2013-as napi 15 percről 2017-ben 48 percre nőtt. 2018-ban a brit három- és négyéves gyerekek többsége rendelkezett internetkapcsolattal rendelkező eszközzel. Magyarországon 2012-ben a 3 év alatti gyermekek alig 10%-a használt okostelefont vagy tabletet, míg 2016-ra több mint 40%-ra emelkedett ez az arány. 2016-ban az 1-2 éves magyar gyerekek 37%-a használt digitális eszközt, míg ugyan ebben az évben a 4-5 éveseknek már a 61%-a.
Egy olyan környezetbe születni, ahol az elektronikus eszközök használata mindenütt jelen van, megvan a maga kihívásai, internetes zaklatás, képernyőfüggőség és nem megfelelő tartalmak. Jordan Shapiro író és oktató azt javasolta, hogy a gyerekeket fel kell készíteni az egyre inkább digitális világban való életre, valamint meg kell tanítani őket az offline élethez szükséges készségekre is.

### Szülői internethasználat
Az alfa generációt az életük kezdete óta felnőtt internethasználók veszik körül. Szüleik, elsősorban az Y generáció tagjai, erős közösségi médiahasználók. Az AVG kiberbiztonsági cég 2014-es jelentése szerint a szülők 6%-a hozott létre közösségimédia-fiókot, 8%-a pedig e-mail fiókot babájának vagy kisgyermekének. Az Y generációs anyák 79%-a naponta használta a közösségi médiát, és 63%-a gyakrabban használta okostelefonját terhessége alatt vagy szülés után. Az Y generáció ismeri az online világot és annak veszélyeit, a személyes tapasztalataikat felhasználva segítenek gyermekeiknek eligazodni benne.

### Televíziós és streaming szolgáltatások
Az alfa generációs gyermekek körében csökkent a televíziózással töltött idő. 2020-ban az amerikai 2–11 éves gyermekek körében meredeken csökkent a gyerekcsatornák nézettsége. Az Egyesült Királyságban a 4–15 éves britek körében a 2010-es átlagos 151 percről 2018-ban 77 percre csökkent a hagyományos televízió csatornák nézettsége. A streaming és felzárkóztató szolgáltatások ugyanakkor egyre népszerűbb lett a gyerekek körében ugyanebben az időszakban. 2019-ben a Netflix 152 millió globális előfizetőjének csaknem 60%-a havonta legalább egyszer hozzáfért a gyermekeknek és családoknak szóló tartalmakhoz. Az Egyesült Királyságban a BBC iPlayer felzárkóztató szolgáltatásának gyermekműsorai iránti kérelmek jelentősen megnövekedtek a COVID-19 világjárvány idején.

## Családi és szociális élet
Egy 2021-es kutatás kimutatta, hogy a brit gyerekek csaknem két évvel később játszhattak felnőtt felügyelete nélkül, mint a szüleik. A gyermekek átlagosan 10 és fél évesek voltak, amikor először szabadulhattak fel a szülői felügyelet alól, mint a szüleik, akiket korábban, átlagosan 9 évesen engedték el őket. Az Y generációhoz tartozó szülőkön általános tendencia figyelhető meg, hogy jobban védik és kevesebb szabadságot biztosítanak a gyermekeinknek. Európában azok a gyerekek, akik az általános iskolai éveik végéhez közelednek, megfigyelhető, hogy kevesebb lehetőségük van arra, hogy szülői segítség nélkül, önállóan fejlesszék képességüket, kockázatértékelésre és -kezelésre. Egy kutatás kimutatta, hogy azok a gyerekek nagyobb valószínűséggel játszhattak a szabadban felügyelet nélkül, akik másodikként vagy később születtek, vagy ha jobban képzett szüleik voltak. A népesség diverzitása sokkal nagyobb mint a korábbi évtizedekben, nem újdonság, ha más rasszú, vallású, idegen nyelven beszélő emberekkel találkozunk az utcán. Az alfa generáció egy az egyben ebben nő fel, ennek pedig már most kezdenek megmutatkozni a hatásai a gyerekeknél, sokkal elfogadóbbak egymással, és magasabb szociális érzékenységet mutatnak, mint a korábbi generációk tagjai.

## Covid19-pandémia
Az alfa generáció nagy része kisgyermekként élte át a COVID-19 világjárványt. Bár sokkal kisebb volt a kockázata annak, hogy súlyosan megbetegedjenek a betegségben, mint az idősebbek, ezt a csoportot más módon is drámai módon érintette a válság. Sokan szembesültek azzal, hogy hosszabb ideig nem kellett iskolába járni és sokkal több időt tölthettek otthon, ami aggodalomra adott okot a kisgyermekek fejlődése és az iskoláskorúak tanulmányi eredményeinek a visszaesése miatt. A fejlődő országokban a járványhelyzet a gyermekek alultápláltságához és a halálozási arányának a növekedéséhez vezetett.

## Előrejelzések
Az alfa generáció első hulláma 2030-ra éri el a felnőttkort. Addigra az emberiség eléri a valaha volt legmagasabb 60 év felettiek arányát, ami azt jelenti, hogy ez a demográfiai csoport viseli majd az elöregedő népesség terheit. Az alfa generáció valószínűleg tovább fogja késleltetni a szokásos életjelzőket, mint például a házasságot, a szülést és a nyugdíjba vonulást, akárcsak az előző generációk. 2030-ra az alfa generáció a globális munkaerő 11%-át fogja kitenni. McCrindle becslése szerint az alfa generáció tagjai tovább fognak élni, és kisebb családjuk lesz, és „a valaha volt legképzettebb generáció, a valaha volt legtöbb technológiával ellátott generáció, és globálisan a valaha volt leggazdagabb generáció” lesz. Az alfa generáció tagjai, akik a legjobban függenek majd a technológiától, ugyan állandóan elérhetők lehetnek majd online az ismerőseik számára, de a találkozásokra, programokra kevésbé lesznek nyitottak. Az alfák várhatóan a Z generáció fiatalabb tagjaihoz hasonlóan nem alkalmazottként akarnak majd dolgozni, hanem vállalkozásokat akarnak ők is indítani. Ennek az oka, hogy sokkal több információ és forrás áll a rendelkezésükre, mint a korábbi generációknak. Az alfák a Z generációnál is korábban, tinédzser éveikben is beindíthatják akár az első vállalkozásukat már.
Egy tanulmány becslése szerint az alfa generáció, különösen a 2020 után született gyermekek 2-7-szer annyi szélsőséges időjárási eseményt, különösen hőhullámot fognak átélni, mint az 1960-ban születettek. Valószínűleg előnyben fogják részesíteni a bolygót a gyermekvállalással szemben. Ahogy az Y generációnál megfigyelhető, hogy amikor beléptek a munkaerőpiacra a világgazdaság nem volt éppen virágzó, nagyban befolyásolta a családalapítási terveiket, és végül kevesebb gyermek is született. Amikor az alfa generáció lép majd be a munkaerőpiacra, valószínűség szerint a környezet- és klímaváltozás egyre súlyosbodó problémáival, illetve a túlnépesedés kérdésével fognak szembesülni, mindez hatással lehet majd a gyermekvállalásra.